# 亞納蘭拉山 (安塔班巴區)
14°34′26″S 72°47′20″W / 14.57389°S 72.78889°W
亞納蘭拉山（Yana Ranra），是秘魯的山峰，位於該國南部阿普里馬克大區，由安塔班巴省的安塔班巴區負責管轄，屬於萬索山脈的一部分，海拔高度5,002米。